# Ereğli Belediye Spor Kulübü 2013-2014
Questa voce raccoglie le informazioni riguardanti l'Ereğli Belediye Spor Kulübü nella stagione 2013-2014.

## Organigramma societario
Area direttiva
- Presidente: Hüseyin Oprukçu

Area tecnica
- Allenatore: Mehmet Şantay
- Secondo allenatore: Tunahan Karkın

## Rosa
| N° | Nome                | Ruolo | Data di nascita  | Nazionalità sportiva |
| -- | ------------------- | ----- | ---------------- | -------------------- |
| 1  | Miniriye Vatansever | S     | 3 novembre 1985  | Turchia              |
| 2  | Alessya Safronova   | C     | 10 febbraio 1986 | Kazakistan           |
| 3  | Sabriye Gönülkırmaz | C     | 17 maggio 1994   | Ucraina              |
| 4  | Anna Marushko       | S     | 29 maggio 1988   | Ucraina              |
| 5  | Tuğçe Atıcı         | P     | 27 marzo 1989    | Turchia              |
| 6  | Ivana Luković       | O     | 18 luglio 1992   | Serbia               |
| 7  | Damla Kayacan       | P     | 9 marzo 1995     | Turchia              |
| 9  | Jaline Prado        | O     | 27 dicembre 1979 | Brasile              |
| 10 | Elif Kavrar         | L     | 11 giugno 1992   | Turchia              |
| 11 | Fulya Türük         | S     | 1º agosto 1988   | Turchia              |
| 12 | Aslı Türker         | C     | 19 novembre 1988 | Turchia              |
| 12 | Ivana Ostojić       | S     | 23 dicembre 1982 | Serbia               |
| 14 | Bahanur Şahin       | L     | 6 marzo 1991     | Turchia              |
| 15 | Renata Schmutz      | S     | 27 giugno 1978   | Brasile              |
| 16 | Seda Canlı          | S     | 19 agosto 1995   | Turchia              |
| 18 | Aleksandra Terzić   | S     | 1º gennaio 1988  | Serbia               |

## Statistiche

### Statistiche di squadra
| Competizione     | Punti | In casa | In casa | In casa | In trasferta | In trasferta | In trasferta | Totale | Totale | Totale |
| Competizione     | Punti | G       | V       | P       | G            | V            | P            | G      | V      | P      |
| ---------------- | ----- | ------- | ------- | ------- | ------------ | ------------ | ------------ | ------ | ------ | ------ |
| Voleybol 1. Ligi | 0,3   | 11      | 0       | 11      | 11           | 0            | 1            | 28     | 0      | 28     |
| Totale           | -     | 11      | 0       | 11      | 11           | 0            | 1            | 28     | 0      | 28     |

G = partite giocate; V = partite vinte; P = partite perse

### Statistiche dei giocatori
| Giocatore      | Voleybol 1. Ligi | Voleybol 1. Ligi | Voleybol 1. Ligi | Voleybol 1. Ligi | Voleybol 1. Ligi | Totale | Totale | Totale | Totale | Totale |
| Giocatore      | P                | PT               | AV               | MV               | BV               | P      | PT     | AV     | MV     | BV     |
| -------------- | ---------------- | ---------------- | ---------------- | ---------------- | ---------------- | ------ | ------ | ------ | ------ | ------ |
| T. Atıcı       | 28               | 64               | 35               | 4                | 25               | 28     | 64     | 35     | 4      | 25     |
| S. Canlı       | 21               | 77               | 59               | 9                | 9                | 21     | 77     | 59     | 9      | 9      |
| S. Gönülkırmaz | 25               | 173              | 128              | 22               | 23               | 25     | 173    | 128    | 22     | 23     |
| E. Kavrar      | 28               | 13               | 9                | 1                | 3                | 28     | 13     | 9      | 1      | 3      |
| D. Kayacan     | 11               | 0                | 0                | 0                | 0                | 11     | 0      | 0      | 0      | 0      |
| I. Luković     | 14               | 112              | 96               | 11               | 5                | 14     | 112    | 96     | 11     | 5      |
| A. Marushko    | 3                | 23               | 21               | 2                | 0                | 3      | 23     | 21     | 2      | 0      |
| J. Prado       | 0                | 0                | 0                | 0                | 0                | 0      | 0      | 0      | 0      | 0      |
| I. Ostojić     | 17               | 165              | 145              | 13               | 7                | 17     | 165    | 145    | 13     | 7      |
| A. Safronova   | 0                | 0                | 0                | 0                | 0                | 0      | 0      | 0      | 0      | 0      |
| B. Şahin       | 16               | 0                | 0                | 0                | 0                | 16     | 0      | 0      | 0      | 0      |
| R. Schmutz     | 6                | 41               | 39               | 2                | 0                | 6      | 41     | 39     | 2      | 0      |
| A. Terzić      | 9                | 85               | 79               | 9                | 6                | 9      | 85     | 79     | 9      | 6      |
| A. Türker      | 8                | 41               | 31               | 7                | 3                | 8      | 41     | 31     | 7      | 3      |
| F. Türük       | 24               | 87               | 37               | 39               | 11               | 24     | 87     | 37     | 39     | 11     |
| M. Vatansever  | 28               | 201              | 171              | 17               | 13               | 28     | 201    | 171    | 17     | 13     |

P = presenze; PT = punti totali; AV = attacchi vincenti; MV = muri vincenti; BV = battute vincenti